# Julio Morales (Fußballspieler, 1945)
Julio César Morales Araújo (* 16. Februar 1945 in Montevideo; † 14. Februar 2022 ebenda) war ein uruguayischer Fußballspieler und -trainer. Der Stürmer gewann mit Nacional Montevideo zweimal den Weltpokal und drang mit FK Austria Wien in das Finale des Europapokals der Pokalsieger vor. Mit beiden Vereinen gewann er zudem zahlreiche nationale Titel. Bei der Weltmeisterschaftsendrunde 1970 wurde er mit der Nationalmannschaft von Uruguay Vierter.
Mit 30 Treffern war er fünftbester Torschütze in der Geschichte der Copa Libertadores. Mit 76 Einsätzen war er auch Rekordspieler von Nacional bei diesem Wettbewerb.

## Karriere

### Von den Anfängen bis zum Weltpokal
Morales wurde als jüngster von acht Brüdern im Stadtteil Brazo Oriental von Montevideo geboren. Seine Karriere begann er in den Jugendmannschaften von Racing Club de Montevideo, bevor er mit 16 Jahren sein Debüt in der Kampfmannschaft gab. Auf Betreiben Zezé Moreiras wechselte er 1965 im Alter von 20 Jahren zum Stadtrivalen Nacional Montevideo, mit dem er in den nächsten Jahren fünfmal den nationalen Meistertitel holte.
Am 18. Mai 1966 debütierte er in der Nationalmannschaft bei einem 3:1-Erfolg über Paraguay in Montevideo, fand aber für die bald darauf stattfindende Weltmeisterschaft in England keine Berücksichtigung. Bei der Fußball-Weltmeisterschaft 1970 wurde er in den Vorrundenspielen zunächst nicht eingesetzt und feierte sein WM-Debüt erst im Viertelfinale. Im Halbfinale gegen den späteren Weltmeister Brasilien bereitete er die zwischenzeitliche Führung durch Luis Cubilla vor, ehe sich Uruguay mit 1:3 geschlagen geben musste. Auch bei der Niederlage im Spiel um Platz drei gegen Deutschland kam Morales zum Einsatz.
In der Copa Libertadores erreichte Morales mit Nacional zunächst zweimal das Finale, verlor jedoch jeweils 1967 gegen Racing Club Avellaneda und 1969 gegen Club Estudiantes de La Plata. Im Jahr 1971 gelang nochmals die Finalteilnahme, Gegner war wieder Estudiantes de La Plata. Nachdem das Auswärtsspiel mit 0:1 verloren gegangen war, konnte Nacional das Rückspiel mit demselben Resultat für sich entscheiden. Somit wurde ein Entscheidungsspiel notwendig, welches in Lima stattfand und von Nacional mit 2:0 gewonnen wurde. Anschließend gelang es Nacional auch noch, den Weltpokal gegen Panathinaikos Athen für sich zu entscheiden, wobei Morales im Hinspiel ausgeschlossen wurde.

### Als Legionär in Österreich
Im Jahr 1972 befand sich Nacional in wirtschaftlichen Schwierigkeiten, was der damalige Klubsekretär des FK Austria Wien, Norbert Lopper, über einen in Uruguay lebenden Verwandten erfuhr. Die Austria verpflichtete daraufhin in der Winterpause der Saison 1972/73 Morales sowie dessen Landsmann Alberto Martínez vom CA Peñarol. Die Ablösesumme für diese beiden Spieler betrug damals eine Million Schilling. Nach überwundenen Umstellungsschwierigkeiten entwickelte sich Morales auch bei der Austria zum erfolgreichen Torschützen und holte mit dem Verein bis 1978 zwei Meistertitel und zwei Cupsiege. Gemeinsam mit Hans Pirkner und Thomas Parits bildete er den legendären „Hundertjährigen Sturm“ der Violetten.
In der Saison 1977/78 erreichte die Austria das Finale im Europapokal der Pokalsieger, wobei Morales mit entscheidenden Toren gegen Lokomotive Košice und FK Dynamo Moskau wesentlichen Anteil hatte. Das Finale ging in Paris mit 0:4 gegen den RSC Anderlecht verloren.
Insgesamt erzielte Morales 73 Tore in 214 Pflichtspielen für die Austria, davon in der Bundesliga 171 Spiele mit 55 Toren.

### Zurück in Uruguay
Im Jahr 1979 kehrte Morales nach Uruguay zurück und spielte wieder für Nacional. 1980 gelang ein weiterer Meistertitel sowie der Einzug ins Finale der Copa Libertadores, wo man auf Internacional Porto Alegre traf. Nach einem torlosen Unentschieden im Auswärtsspiel erreichte Nacional einen 1:0-Heimsieg. Durch einen 1:0-Sieg über Nottingham Forest wurde auch wieder der Weltpokal geholt.
Nach seiner Rückkehr nach Uruguay spielte Morales auch wieder in der Nationalmannschaft. Beim 1980 in Montevideo anlässlich des 50-jährigen Jubiläums der Erstaustragung der Fußballweltmeisterschaft ausgetragenen Mundialito, an dem alle vorherigen Weltmeister außer England, das durch den Vizeweltmeister Niederlande ersetzt wurde, teilnahmen, besiegte Uruguay im Finale Brasilien um den jungen Sócrates mit 2:1. Morales wurde in allen Spielen eingesetzt und erzielte ein Tor gegen Italien. Sein letztes Spiel in der Nationalmannschaft, für die er in 24 Partien 11 Treffer erzielte, bestritt er am 6. September 1981 bei einem Weltmeisterschaftsqualifikationsspiel in Lima gegen Peru.
Im Jahr 1982 beendete Morales nach 191 Toren in 471 Spielen für den Verein auch seine Karriere bei Nacional.

## Erfolge
- 1 × Sieger des Mundialito: 1980
- 2 × Sieger des Weltpokal: 1971, 1980
- 2 × Sieger der Copa Libertadores: 1971, 1980
  - 2 × Finalist 1967, 1969
- 1 × Sieger der Copa Interamericana: 1971
- 1 × Finalteilnahme im Europapokal der Pokalsieger: 1978
- 6 × Uruguayischer Meister: 1966, 1969, 1970, 1971, 1972, 1980
- 2 × Österreichischer Meister: 1976, 1978
- 2 × Österreichischer Pokalsieger: 1974, 1977
- Vierter der Weltmeisterschaft 1970
- 24 Länderspiele und 11 Tore für die uruguayische Nationalmannschaft von 1966 bis 1981
- 76 Spiele und 30 Tore für Nacional Montevideo in der Copa Libertadores von 1966 bis 1981

## Stationen als Trainer
- Racing Club de Montevideo (1983 bis 1987)